# Siamaggiore
Siamaggiore (en sard, Siamaiore, Siamajori o Siimajori) és un municipi italià, dins de la província d'Oristany. L'any 2007 tenia 996 habitants. Es troba a la regió de Campidano di Oristano. Limita amb els municipis d'Oristany, Solarussa, Tramatza i Zeddiani.

## Administració
| Període | Identitat        | Partit        |
| ------- | ---------------- | ------------- |
| 2005-   | Giuseppino Piras | Llista cívica |